# Robert Darène
Robert Darène (10 de enero de 1914 – 15 de enero de 2016) fue un actor, director y guionista cinematográfico de nacionalidad francesa

## Biografía
Nacido en Marsella, Francia, su verdadero nombre era Robert Pierre Emile Devos. Darène trabajó en el cine principalmente como actor secundario o como extra, entre 1934 y 1959. Por ello fue más reconocido por su trabajo como director, centrándose a partir de 1962 en la actividad teatral, trabajando con el Teatro Nacional Popular. 
Robert Darène falleció en Mittainville, Francia, en enero de 2016, unos días después de haber cumplido los 102 años de edad. 

## Filmografía

### Director
- 1951 : Saint-Louis, ange de la paix
- 1954 : Le Chevalier de la nuit
- 1955 : Les Chiffonniers d'Emmaüs
- 1956 : Goubbiah, mon amour
- 1958 : Mimi Pinson
- 1958 : La Bigorne, caporal de France
- 1959 : Houla-Houla
- 1960 : Il suffit d'aimer
- 1962 : La Cage[2]

### Actor
- 1933 : Une fois dans la vie, de Max de Vaucorbeil
- 1936 : Tout va très bien madame la marquise, de Henry Wulschleger
- 1937 : Feu !, de Jacques de Baroncelli
- 1937 : Le Schpountz, de Marcel Pagnol
- 1938 : Orage, de Marc Allégret
- 1939 : Nord-Atlantique, de Maurice Cloche
- 1939 : Brazza ou l'épopée du Congo, de Léon Poirier
- 1945 : Le Moulin des Andes, de Jacques Rémy
- 1947 : Bethsabée, de Léonide Moguy
- 1948 : La Route inconnue, de Léon Poirier
- 1952 : Deux de l'escadrille, de Maurice Labro
- 1954 : Le Chevalier de la nuit, de Robert Darène
- 1955 : Les Chiffonniers d'Emmaüs, de Robert Darène
- 1956 : Goubbiah, mon amour, de Robert Darène

### Guionista
Filmes en los que él fue director:
- 1951 : Saint-Louis, ange de la paix
- 1955 : Les Chiffonniers d'Emmaüs
- 1956 : Goubbiah, mon amour
- 1958 : La Bigorne, caporal de France
- 1962 : La Cage

## Teatro
- 1938 : Watteau, de Marcelle Satias, Théâtre Raymond Duncan

## Publicación
- Ma guerre à cheval et mes travellings, autobiografía, 2001